# Echeandia michoacensis
Echeandia michoacensis är en sparrisväxtart som först beskrevs av Karl von Poellnitz, och fick sitt nu gällande namn av Robert William Cruden. Echeandia michoacensis ingår i släktet Echeandia och familjen sparrisväxter. Inga underarter finns listade i Catalogue of Life.